# Вељке Бјеровце
Вељке Бјеровце (слч. Veľké Bierovce) насељено је мјесто са административним статусом сеоске општине (слч. obec) у округу Тренчин, у Тренчинском крају, Словачка Република.

## Становништво
| Година:    | 1994. | 2004.   | 2014.    | 2024.   |
| ---------- | ----- | ------- | -------- | ------- |
| Број људи: | 605   | 604     | 678      | 701     |
| Разлика:   |       | -0,16 % | +12,25 % | +3,39 % |

| Година:    | 2023. | 2024.   |
| ---------- | ----- | ------- |
| Број људи: | 697   | 701     |
| Разлика:   |       | +0,57 % |

Према подацима о броју становника из 2024. године насеље је имало 701 становника.